# Als je komt dan zal ik thuis zijn
Als je komt dan zal ik thuis zijn is een single van Willeke Alberti. Het is niet afkomstig van een regulier album. Het was de enige single van Willeke in 1974. Het lied gaat over de achterliggende redenen van een (niet doorgezette?) echtscheiding en hunkering naar de ex-geliefde (alleen is maar alleen). B-kant was Nu mag je slapen gaan van Hans van Hemert en Lennaert Nijgh. Willeke wordt begeleid door een orkest onder leiding van Piet Souer die ook het arrangement schreef.
Het origineel Franstalige nummer Message personnel (persoonlijke boodschap) is van Françoise Hardy. Zij zong ook een Engelstalige versie en het nummer is afkomstig van haar gelijknamige langspeelplaat, waarvan Michel Berger de muziekproducent was. Haar opname dateert van juli 1973.

## Lijsten

### Nederlandse Top 40
| Positie: | 30 | 23 | 27 | 38 | uit |

### NederlandseSingle Top 100
| Hitnotering: 7-12-1974 t/m 20-12-1974 | Hitnotering: 7-12-1974 t/m 20-12-1974 | Hitnotering: 7-12-1974 t/m 20-12-1974 | Hitnotering: 7-12-1974 t/m 20-12-1974 |
| Week:                                 | 1                                     | 2                                     |                                       |
| ------------------------------------- | ------------------------------------- | ------------------------------------- | ------------------------------------- |
| Positie:                              | 25                                    | 30                                    | uit                                   |